# Lord-lieutenant de Limerick
Ceci est une liste de personnes qui ont servi comme Lord Lieutenant de Limerick. L'office a été créé le 23 août 1831.
- The Hon. Richard Hobart FitzGibbon (Qui devient plus tard, en 1851, le 3e cComte de Clare): 7 octobre 1831 – septembre 1848
- John FitzGibbon, 2e comte de Clare : 13 septembre 1848 – 13 août 1851
- 3e comte de Clare : 1851 – 10 janvier 1864
- Edwin Wyndham-Quin, 3e comte de Dunraven et Mount-Earl : 20 février 1864 – 6 octobre 1871
- William Monsell, 1er baron Emly : 8 décembre 1871 – 20 avril 1894
- Thomas Enraght O'Brien : 29 novembre 1894 – 18 janvier 1896
- Windham Wyndham-Quin, 4e comte de Dunraven et Mount-Earl : 5 mars 1896 – 1922